# Kalsoy
Kalsoy [ˈkalsɔi] (wörtlich: „Männerinsel“, alte färöische Schreibweise auch Kallsoy, dänischer Name Kalsø, ältere Schreibweisen Kalsøe oder Kalsöe, Calsoe) ist eine der 18 Inseln der Färöer und gehört dort zur Region der sechs Nordinseln. Gleichzeitig hat sie den Status einer „Außeninsel“ (Útoyggjar).

## Geografie
An der Ostküste von Kalsoy befinden sich vier Orte: Trøllanes (19 Einwohner) und Mikladalur (34 Einwohner) im Norden bildeten früher eine eigenständige färöische Kommune (Mikladals kommuna). Sie gehören heute zur Nordinseln-Metropole Klaksvík. Die beiden Orte im Süden, Húsar (47 Einwohner) und Syðradalur (6 Einwohner), blieben als Húsa kommuna bis 2016 eigenständig und gehören seit 2017 ebenfalls zu Klaksvík.
Ein fünfter Ort, Blankskáli, wurde Anfang des 19. Jahrhunderts verlassen.
Kalsoy ist etwa 18 km lang und 1 bis 3 km breit und das Gegenstück zur östlichen Nachbarinsel Kunoy („Fraueninsel“). Wie Kunoy besteht auch Kalsoy aus einem einzigen Bergrücken, der sich von Nordwest nach Südost erstreckt.
Beide Inseln sind durch den Kalsoyarfjørður voneinander getrennt. Im Westen ist Kalsoy durch die relativ breite Meerenge Djúpini von Eysturoy getrennt, an die sich südlich der Leirvíksfjørður anschließt. Im Südosten liegt die Insel Borðoy.
Die sehr steile und unzugängliche Westküste besteht teilweise aus Vogelbergen. Bekannt ist die Bucht Kalsvík im Norden mit der größten färöischen Dreizehenmöwen-Kolonie (siehe färöische Vogelwelt). Gegen Osten fällt die Insel flach ab. Auf dieser Seite befinden sich tief eingeschnittene Täler mit den vier Siedlungen.
Mit 788 Meter ist der Nestindar im Norden der höchste Berg der Insel. Der zweithöchste Berg ist mit 743 m der Botnstindur.

## Verkehr und Tourismus

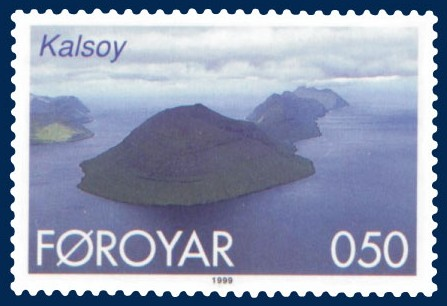
Kalsoy auf einer Briefmarke der Färöer von 1999

Es gibt regelmäßige Fährverbindungen von Strandfaraskip Landsins zwischen Klaksvík und Syðradalur, die Fähre Sam verkehrt 2- bis 3-mal täglich. Früher lief das Schiff auch die anderen Orte an, aber heute sind sie alle durch ein Tunnelsystem miteinander verbunden, das 1986 fertiggestellt wurde. Im Volksmund wird die langgestreckte Insel wegen der vielen Tunnelöffnungen „Blockflöte“ genannt. Siehe auch: Liste der Tunnel auf den Färöern
Es besteht die Möglichkeit, über die Fährverbindung von Klaksvik ein eigenes Auto mitzunehmen (die Fähre fasst maximal 12 PKWs), außerdem verkehrt ein Bus 2- bis 3-mal täglich von Húsar nach Trøllanes.

Die Nordspitze Kallur wird von Trøllanes auf einem Wanderweg erreicht. Hier befindet sich einer der Leuchttürme der Färöer, und die Aussicht gilt als einmalig.

## Geschichte
Die Insel war Drehort des 2021 in die Kinos gekommenen Films James Bond 007: Keine Zeit zu sterben.

## Personen
- Hans í Mikladali (1920–1970), Maler
- Bjørn Kalsø (* 1966), Politiker

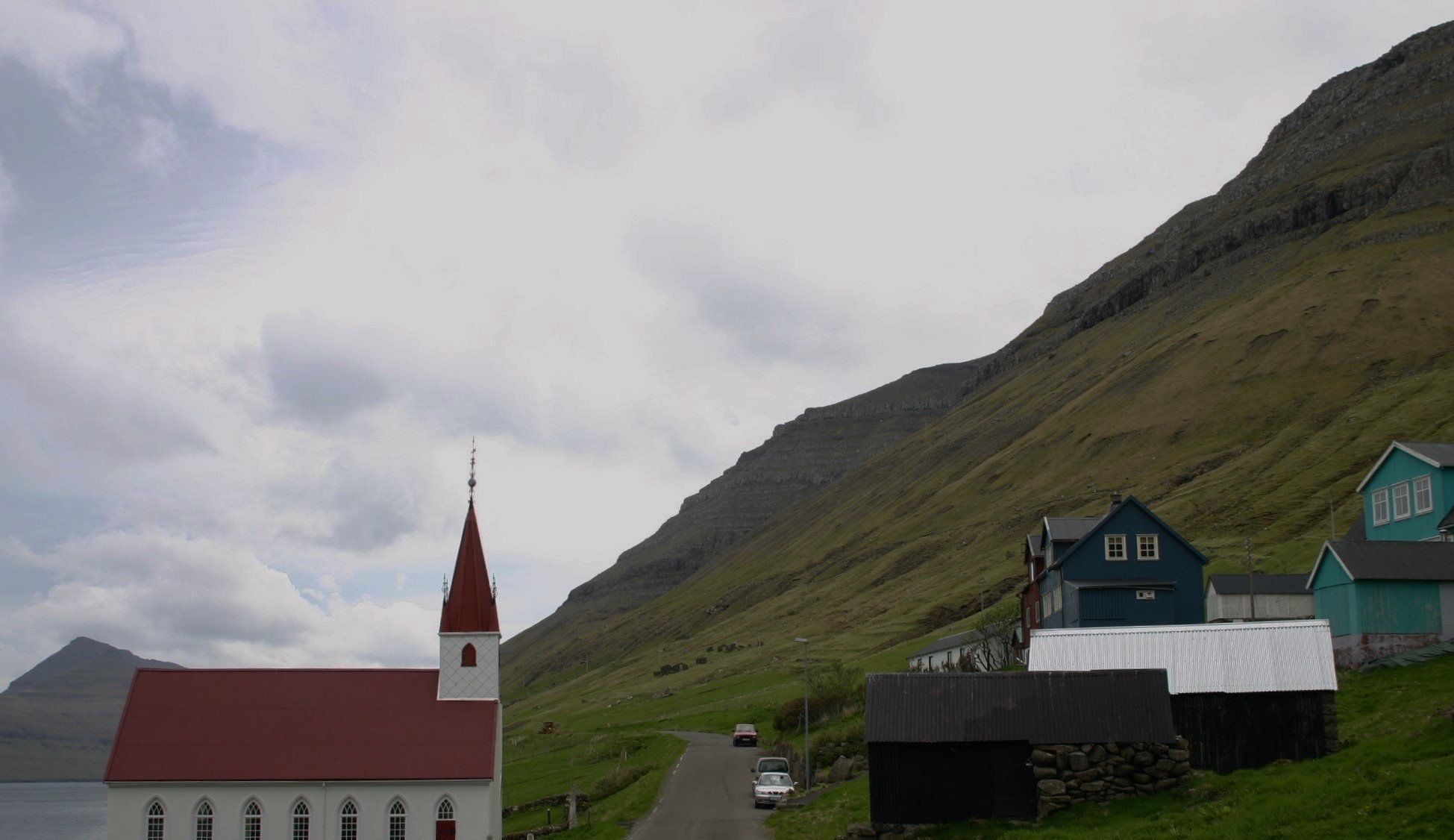
Húsar
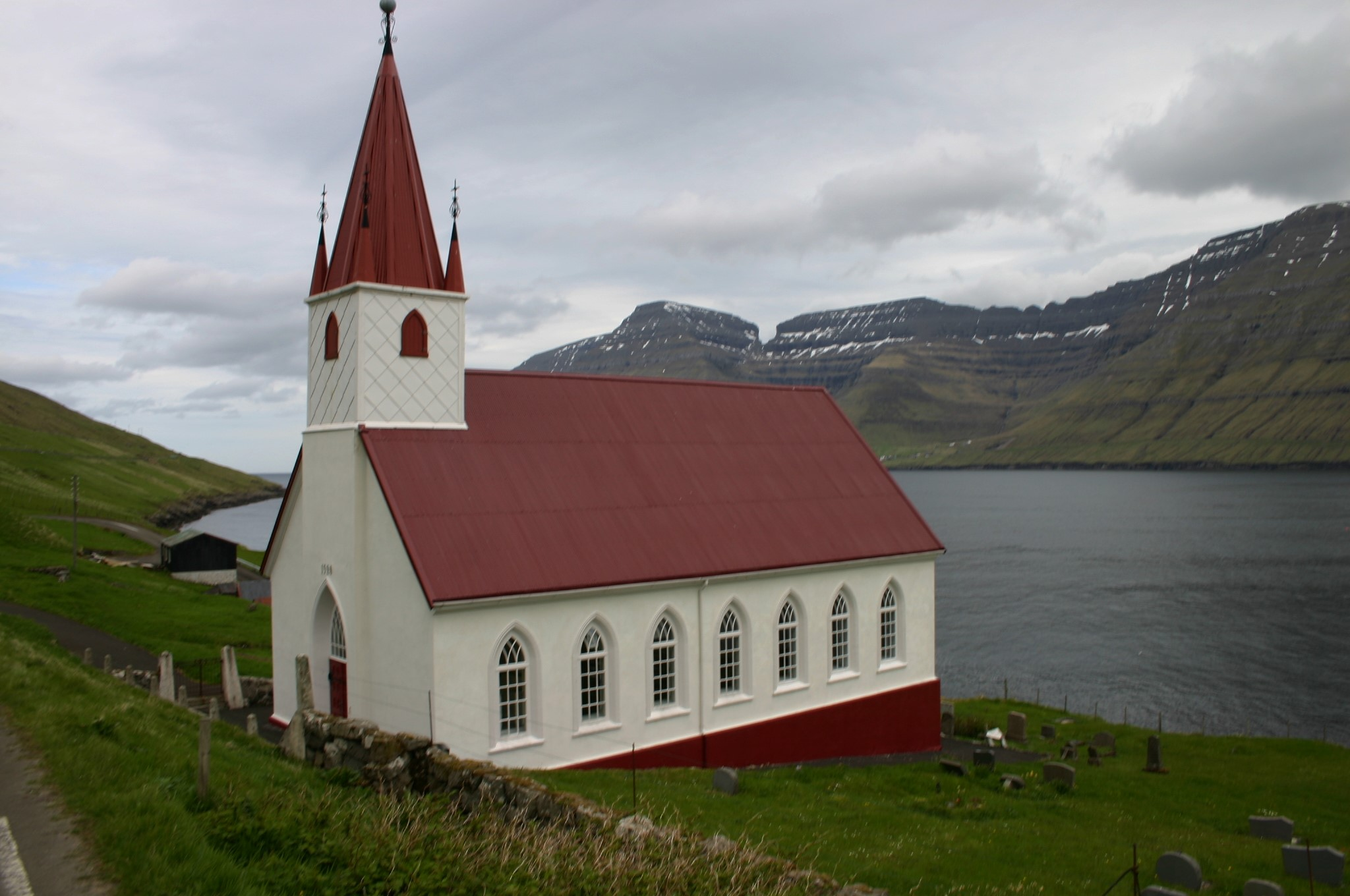
Húsar Kirkja
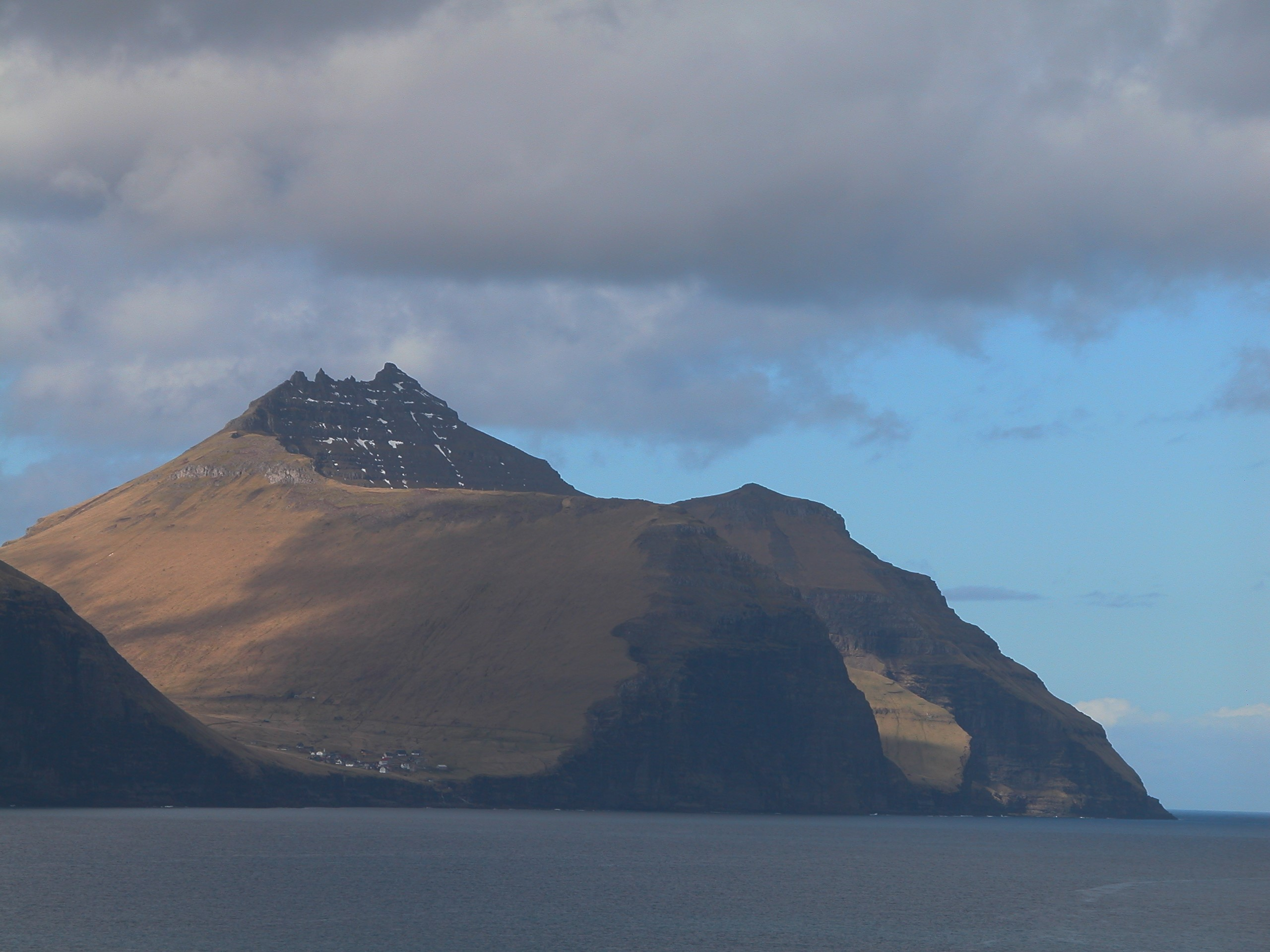
Mikladalur
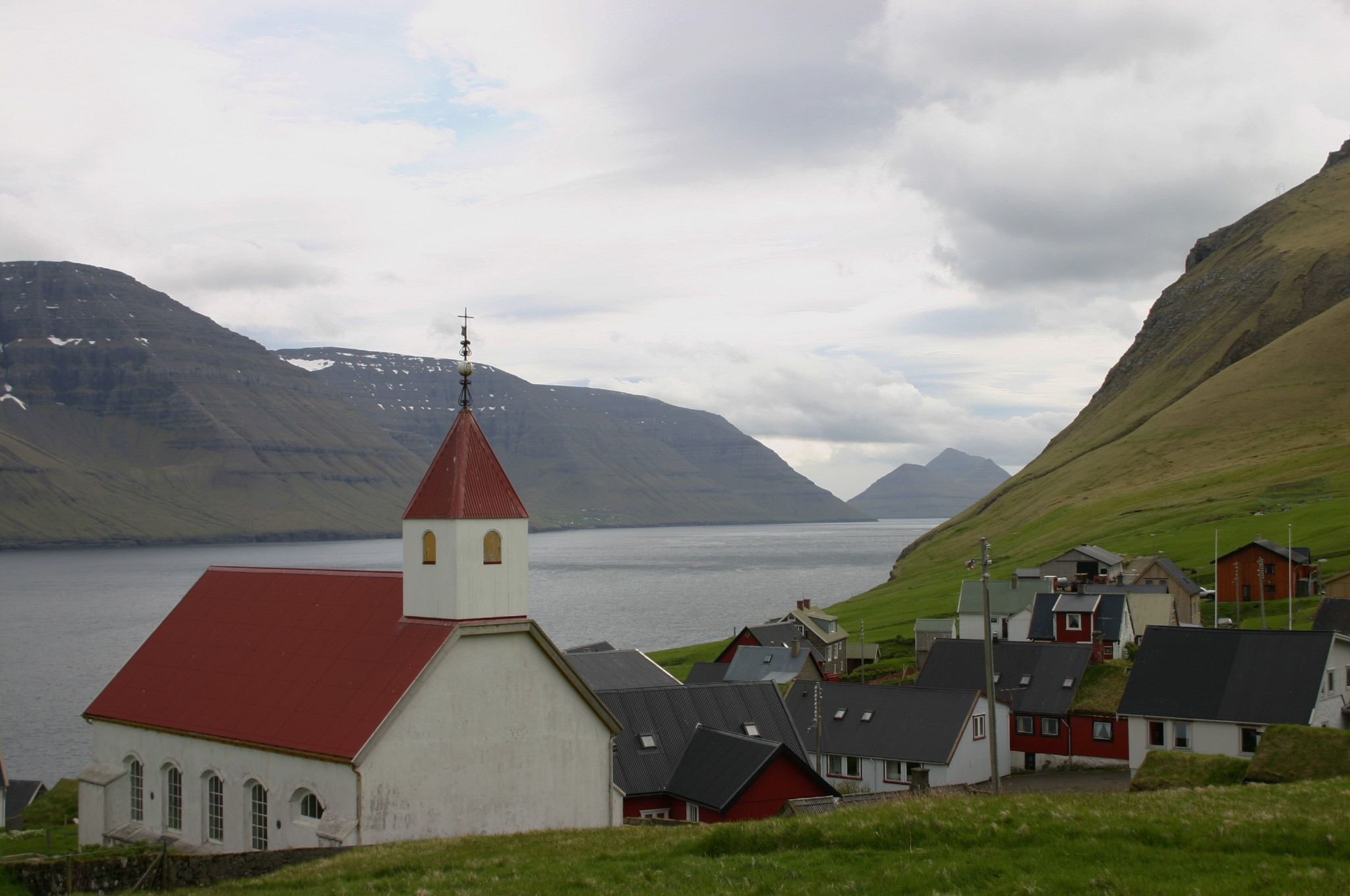
Mikladalur
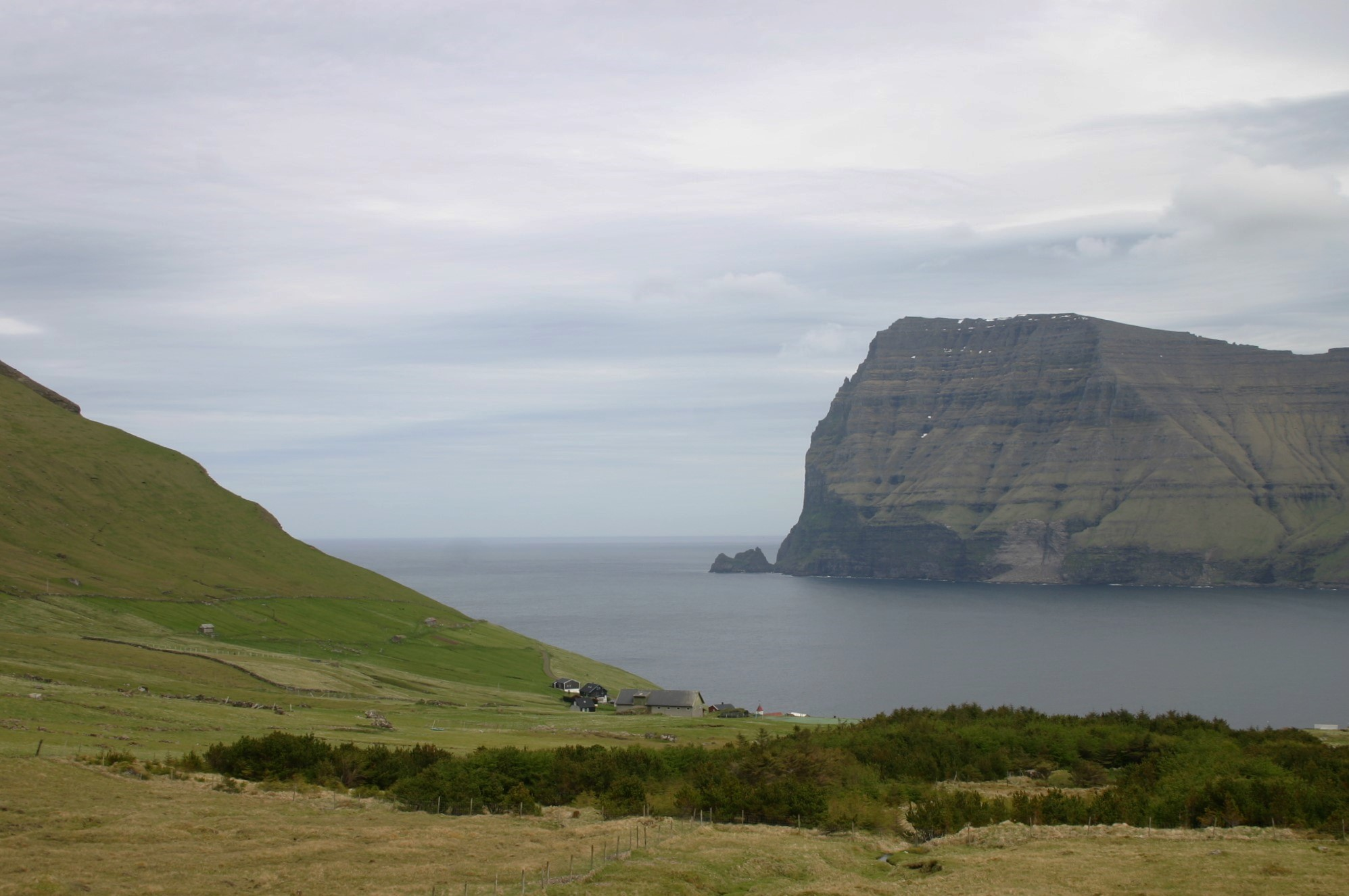
Trøllanes